# 略龙
略龙（法語：Lieuron，法語發音：[ljøʁɔ̃]）是法国伊勒-维莱讷省的一个市镇，位于该省西南部，属于勒东区。

## 地理
略龙（47°51'4"N, 1°56'40"W）面积16.72 平方千米，位于法国布列塔尼大區伊勒-维莱讷省，该省份为法国西北部沿海省份，位于布列塔尼半岛东部，北濒大西洋，西接阿摩尔滨海省和莫尔比昂省，南至大西洋卢瓦尔省，西南端接曼恩-卢瓦尔省，东临马耶讷省，东北与芒什省接壤。
与略龙接壤的市镇（或旧市镇、城区）包括：洛埃阿克、皮普里亚克、吉普里-梅萨克、瓦勒达纳斯特。

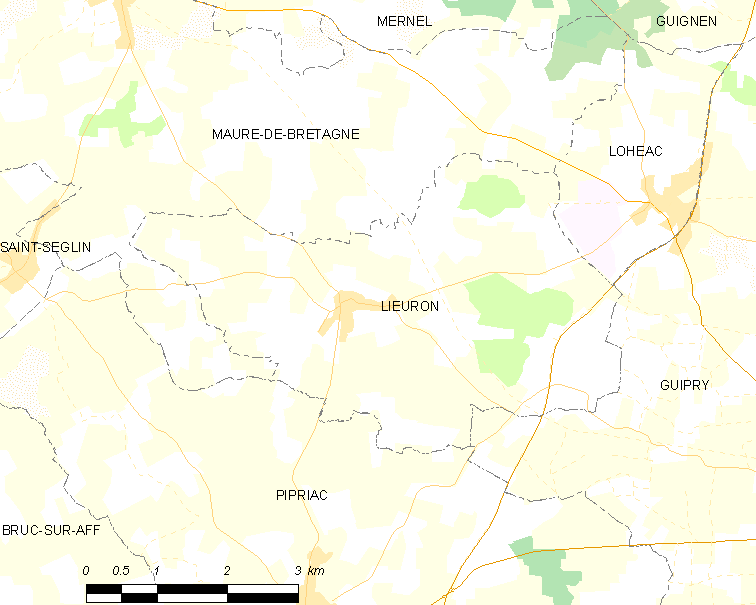
略龙的OSM定位图

略龙的时区为UTC+01:00、UTC+02:00（夏令时）。

## 行政
略龙的邮政编码为35550，INSEE市镇编码为35151。

## 政治
略龙所属的省级选区为勒东县。

## 人口

1962-2008年间略龙人口变化图示

略龙于2022年1月1日时的人口数量为802人。